# バビロニア戦争
バビロニア戦争（英：Babylonian War、紀元前311年 - 紀元前309年）は、ディアドコイ戦争の一環としてアンティゴノス1世とセレウコス1世との間で戦われた戦争である。

## 背景
紀元前323年のアレクサンドロス3世（大王）の死後、彼の帝国は分裂し、その遺将（ディアドコイ）による勢力争いが起こった。その過程でディアドコイの一人アンティゴノスは小アジアからシリアを含み、帝国の東端に至る大勢力を築き上げた。このことは他のディアドコイ、プトレマイオス（エジプト太守）、カッサンドロス（帝国摂政、マケドニア本国の支配者）、リュシマコス（トラキア太守）らに警戒心を抱かせ、またアンティゴノスの同盟者であったバビロニア太守セレウコスはアンティゴノスによりその領国を奪われ、バビロニアを脱出してプトレマイオスの許へと逃げ込んだ。
紀元前312年、セレウコスを伴ったプトレマイオスは、アンティゴノスがギリシア攻略のための拠点としていたシリアに侵攻する。彼等は父からシリアを任されていたアンティゴノスの子デメトリオスをガザの戦いで破った（このときセレウコスに代わってアンティゴノスがバビロニア太守に就けていたペイトンが戦死した）。デメトリオスの救援要請を受けたアンティゴノスは自らシリアに赴き、プトレマイオスと対峙した。セレウコスは、この機に乗じて自分の領国を回復しようと考え、プトレマイオスから兵士を受け取ってバビロンへと向った。しかし、この時セレウコスに付き従った兵士は僅か歩兵800、騎兵200であった。

## 戦い
まずセレウコスはメソポタミアのカライ（今日のハッラーン）へと向い、同地のマケドニア人を味方につけ、続いてバビロンに到着した（紀元前311年5月）。かつてのセレウコスの善政のために途上の住民はこぞって彼に味方した。アンティゴノスの家来たちは将軍ディフィロスの守る砦へと避難したが、セレウコスによってすぐに攻略された。こうしてバビロニアを回復したセレウコスは来るべきアンティゴノスとの対決のために軍を集め始めた。
セレウコスを倒すべく、アンティゴノス配下のメディア太守ニカノルとアレイア太守エウアグロスが歩兵10000人と騎兵7000騎から成る軍を率いて攻め込んできた。対し、セレウコスの手元にある兵力は歩兵3000人と騎兵400騎でしかなかった。そこでセレウコスはティグリス河畔で敵を待ち伏せ、敵が野営して油断したところに夜襲を仕掛け、散々に打ち破った。エヴァグロスは倒れ、敗走したニカノルは僅かな兵士と共に逃げてアンティゴノスに救援を求める手紙を書いた。しかし、アッピアノスはニカノルは戦死したと伝えている。余勢を駆ったセレウコスはスシアナとメディアを併呑した。
ニカノルからの手紙が来ると、アンティゴノスはデメトリオスを歩兵15000人、騎兵4000騎と共にセレウコス討伐のためにバビロニアに送った。紀元前310年の春、デメトリオスはシリアのダマスコスからバビロニアに向った。一方、セレウコスによってバビロニア防衛を任されていた将軍パトロクレスは住民を疎開させ、セレウコスに救援を訴えつつ、デメトリオスに抗戦した。その後、デメトリオスはバビロンに入城したものの、抵抗を続ける砦の包囲に時間がかかり、帰還するはずの時期が近づいてきたため、部下の将軍アルケラオスを歩兵5000人、騎兵1000騎と共に残して自らはシリアに帰った。結局のところ、デメトリオスはセレウコスを追い出すという目的を果たすことができなかった。続いて、セレウコスは自ら軍を率いてきたアンティゴノスを払暁の奇襲によって破った。こうしてセレウコスはアンティゴノスからの攻撃を悉く頓挫させ、自身の領土を守り抜くことに成功したのである。

## 結果
この戦争での敗北によって、アンティゴノスはバビロニア、メソポタミア、メディア以東の領土をセレウコスから早期に奪回することを諦めざるをえなくなり、アンティゴノスのアレクサンドロス帝国再統一の野望は大きく後退を強いられることになった。
さらに、アンティゴノスがセレウコスと戦う間にエジプトのプトレマイオスが東地中海に勢力を伸ばしたため、後背を脅かされることを恐れたアンティゴノスはプトレマイオスとの戦いを優先するようになった（サラミス海戦、ロードス包囲戦）。アンティゴノスの脅威がひとまず薄らいだセレウコスは、その間に更に東方に勢力を拡大せんと、紀元前305年に東方への遠征を開始するが、インダス川流域でチャンドラグプタ（ギリシア人の記述ではサンドロコットスと呼ばれた）率いるマウリヤ朝の圧倒的な大軍と遭遇した。これによってセレウコスはインド方面への遠征を断念し、チャンドラグプタと協定を結んだ。この協定で、セレウコスはインド付近の領土（アレイア、アラコシア、ゲドロシア、パロパミソス）を割譲し、セレウコスの娘をチャンドラグプタの息子ビンドゥサーラ（ギリシア人の記述ではアミトロカテスと呼ばれた）に嫁入りさせる代わりに、500頭もの戦象を獲得し、戦力を充実させた。この戦力は後のイプソスの戦いで大きな役割を果たすことになる。一方、東地中海での戦いを優位に進めていたアンティゴノスだったが、その勢力の拡大を恐れた他のディアドコイは反アンティゴノス同盟を結ぶことで一致し、東方から帰還したセレウコスは、その中核を担うことになった。
結果的に、このバビロニア戦争でアンティゴノスがセレウコスを駆逐できなかったことが、紀元前301年のイプソスの戦いでのアンティゴノスの大敗に繋がり、アレクサンドロス帝国の分裂を決定的とすることになったのである。

## 註
1. ↑  ディオドロス, XIX. 90
2. ↑  ディオドロス, XIX. 91
3. ↑  アッピアノス, 『ローマ史』, 「シリア戦争」, 55
4. ↑  ディオドロス, XIX. 92
5. ↑  ディオドロス, XIX. 100
6. ↑  ポリュアイノス, 4. 9. 1
7. ↑  ストラボン, 15. 2. 9